# Thornage
Thornage – wieś w Anglii, w hrabstwie Norfolk, w dystrykcie North Norfolk. Leży 34 km na północny zachód od Norwich i 173 km na północny wschód od Londynu. W 2001 miejscowość liczyła 218 mieszkańców.